# Nowa Partia (Serbia)
Nowa Partia (serb. Nova stranka / Нова странка, NS) – serbska centrolewicowa partia polityczna.

## Historia
Partia powstała 7 kwietnia 2013. Założył ją były premier Zoran Živković, który w 2012 opuścił Partię Demokratyczną. W 2014 Nowa Partia zdecydowała się jednak na koalicję wyborczą z demokratami. Sojusz przekroczył próg wyborczy w wyborach parlamentarnych z 16 marca 2014, uzyskując około 6% głosów, lider Nowej Partii uzyskał mandat posła do Zgromadzenia Narodowego. W 2016 partia kontynuowała współpracę z demokratami, dzięki wysokiemu miejscu na liście wyborczej Zoran Živković zapewnił sobie poselską reelekcję. Na potrzeby wyborów w 2020 i 2022 NS współtworzyła koalicje, które nie uzyskiwały poselskiej reprezentacji.
W 2020 nowym przewodniczącym partii został Aris Movsesijan; kierował NS do 2022,